# Dressage par équipes aux Jeux olympiques d'été de 2012
Navigation
Pékin/Hong Kong 2008 Rio de Janeiro 2016
L'épreuve du dressage par équipes des Jeux olympiques d'été 2012 de Londres se déroulera au Greenwich Park, du 2 au 7 août 2012.

## Format de la compétition
Le couple évolue sur un terrain rectangulaire de 60 m sur 20 m et exécute une série de figures appartenant à un programme appelé reprise. Chaque équipe est composée de 3 ou 4 couples, les 3 meilleures notes comptent.

Le jury, composé de deux à cinq juges, évalue l'aisance et la fluidité dans les mouvements du couple. Chaque figure est notée de zéro (figure non exécutée) à dix (exécution excellente). Le jury attribue aussi des notes d'ensemble permettant de juger un certain nombre de paramètres, dépendant du niveau technique de l'épreuve, tels que la précision de l'exécution, la soumission du cheval, la qualité des allures, l'impulsion, la position du cavalier, etc. Une note artistique est attribuée lors de la reprise libre en musique ; elle tient compte en particulier de l’harmonie de la reprise, de la chorégraphie et de la musique.
Tous les cavaliers participent à la première phase, le Grand Prix. Les sept meilleures équipes se qualifient pour la phase suivante, le Grand Prix Spécial.
Les médailles de l'épreuve par équipes sont attribuées en fonction de la combinaison des scores de l'équipe lors des Grand Prix et du Grand Prix Spécial.

## Programme
Tous les temps correspondent à l'UTC+1
| Date                 | Horaire | Manche              |
| -------------------- | ------- | ------------------- |
| Jeudi 2 août 2012    | 11 h 00 | Grand Prix (Jour 1) |
| Vendredi 3 août 2012 | 11 h 00 | Grand Prix (Jour 2) |
| Mardi 7 août 2012    | 10 h 00 | Grand Prix Spécial  |

## Résultats

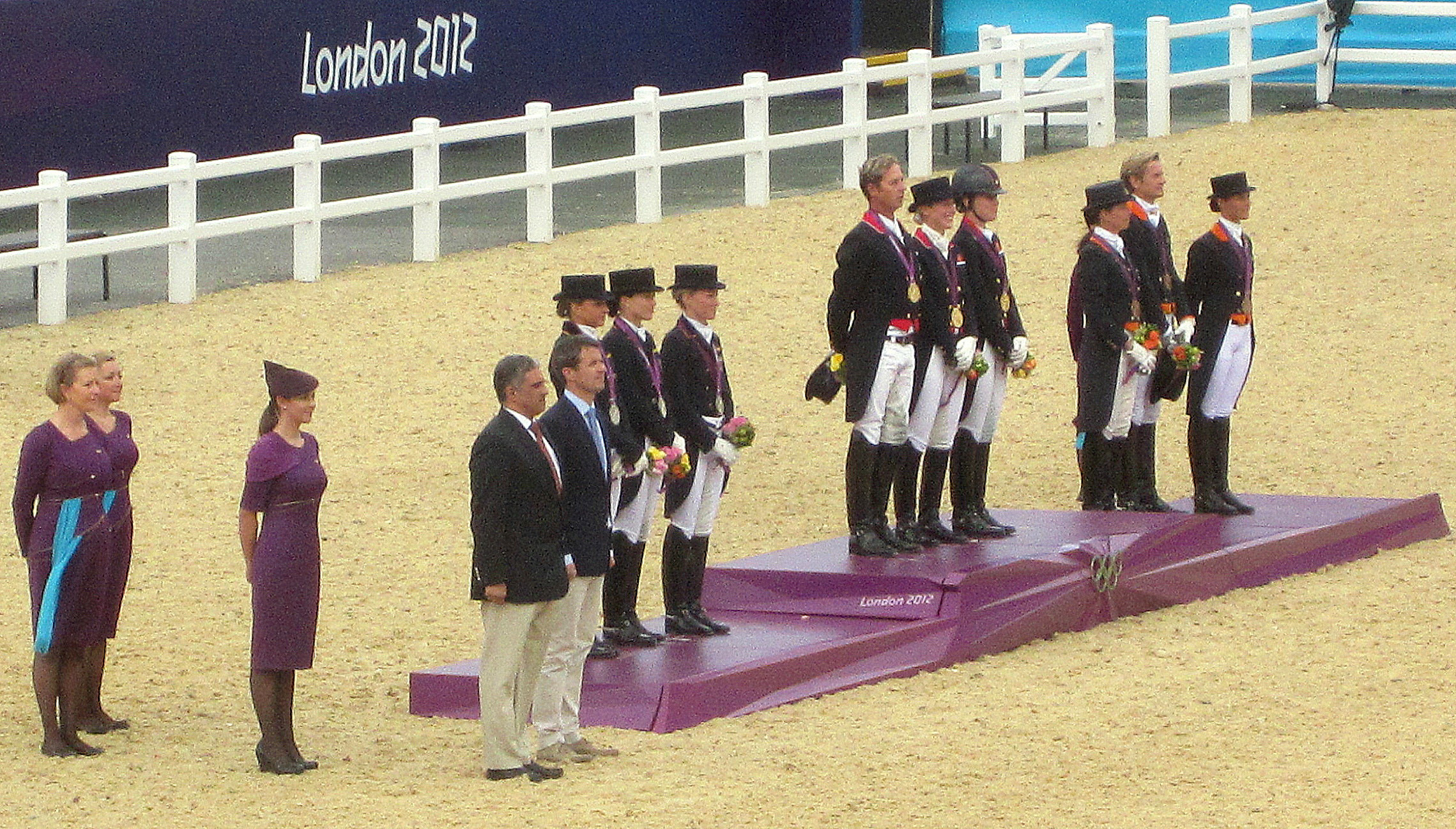
Podium du dressage par équipes.

| Rang                                | Nom                                                                              | Cheval                           | Score GP              | Score GP       | Score GPS            | Score GPS      | Moyenne globale |
| Rang                                | Nom                                                                              | Cheval                           | Moyenne individuelle  | Moyenne équipe | Moyenne individuelle | Moyenne équipe | Moyenne globale |
| ----------------------------------- | -------------------------------------------------------------------------------- | -------------------------------- | --------------------- | -------------- | -------------------- | -------------- | --------------- |
| Médaille d'or, Jeux olympiques      | Grande-Bretagne Carl Hester Laura Bechtolsheimer Charlotte Dujardin              | Uthopia Mistral Hojris Valegro   | 77,720 76,839 83,663  | 79,407         | 80,571 77,794 83,286 | 80,550         | 79,979          |
| Médaille d'argent, Jeux olympiques  | Allemagne Dorothee Schneider Kristina Sprehe Helen Langehanenberg                | Diva Royal Desperados Damon Hill | 76,277 79,119 81,140  | 78,845         | 77,571 76,254 78,937 | 77,587         | 78,216          |
| Médaille de bronze, Jeux olympiques | Pays-Bas Anky van Grunsven Edward Gal Adelinde Cornelissen                       | Salinero Undercover Parzival     | 73,343 75,395 81,687  | 76,809         | 74,794 75,556 81,968 | 77,439         | 77,124          |
| 4                                   | Danemark Anne van Olst Anna Kasprzak Nathalie Zu Sayn-Wittgenstein               | Clearwater Donnperignon Digby    | 71,322 75,289 74,924  | 73,845         | 72,016 73,794 75,730 | 73,847         | 73,846          |
| 5                                   | Suède Minna Telde Tinne Vilhelmson Patrik Kittel                                 | Santana Don Auriello Scandic     | 67,477 74,271 74,073  | 71,940         | 72,270 74,063 74,079 | 73,471         | 72,706          |
| 6                                   | États-Unis Jan Ebeling Tina Konyot Steffen Peters                                | Rafalca Calecto V Ravel          | 70,243 70,456 77,705  | 72,801         | 69,302 70,651 76,254 | 72,069         | 72,435          |
| 7                                   | Espagne Jose Daniel Martin Dockx Morgan Barbancon Mestres Juan Manuel Munoz Diaz | Grandioso Painted Black Fuego    | 69,043 72,751 75,608  | 72,467         | 69,286 71,556 75,476 | 72,106         | 72,287          |
| 8                                   | Pologne Michal Rapcewicz Beata Stremler Katarzyna Milczarek                      | Randon Martini Ekwador           | 66,915 69,422 69,271  | 68,536         | Non qualifiés        | Non qualifiés  | Non qualifiés   |
| 9                                   | Australie Kristy Oatley Lyndal Oatley Mary Hanna                                 | Clive Sandro Boy Sancette        | 68,222 69,377 67,964  | 68,521         | Non qualifiés        | Non qualifiés  | Non qualifiés   |
| -                                   | Canada Jacqueline Brooks David Marcus Ashley Holzer                              | D’Niro Capital Breaking Dawn     | 68,526 Éliminé 71,809 | Éliminé        | Non qualifiés        | Non qualifiés  | Non qualifiés   |

## Sources
- Le site officiel du Comité international olympique
- Site officiel de Londres 2012